# Kolor nieba

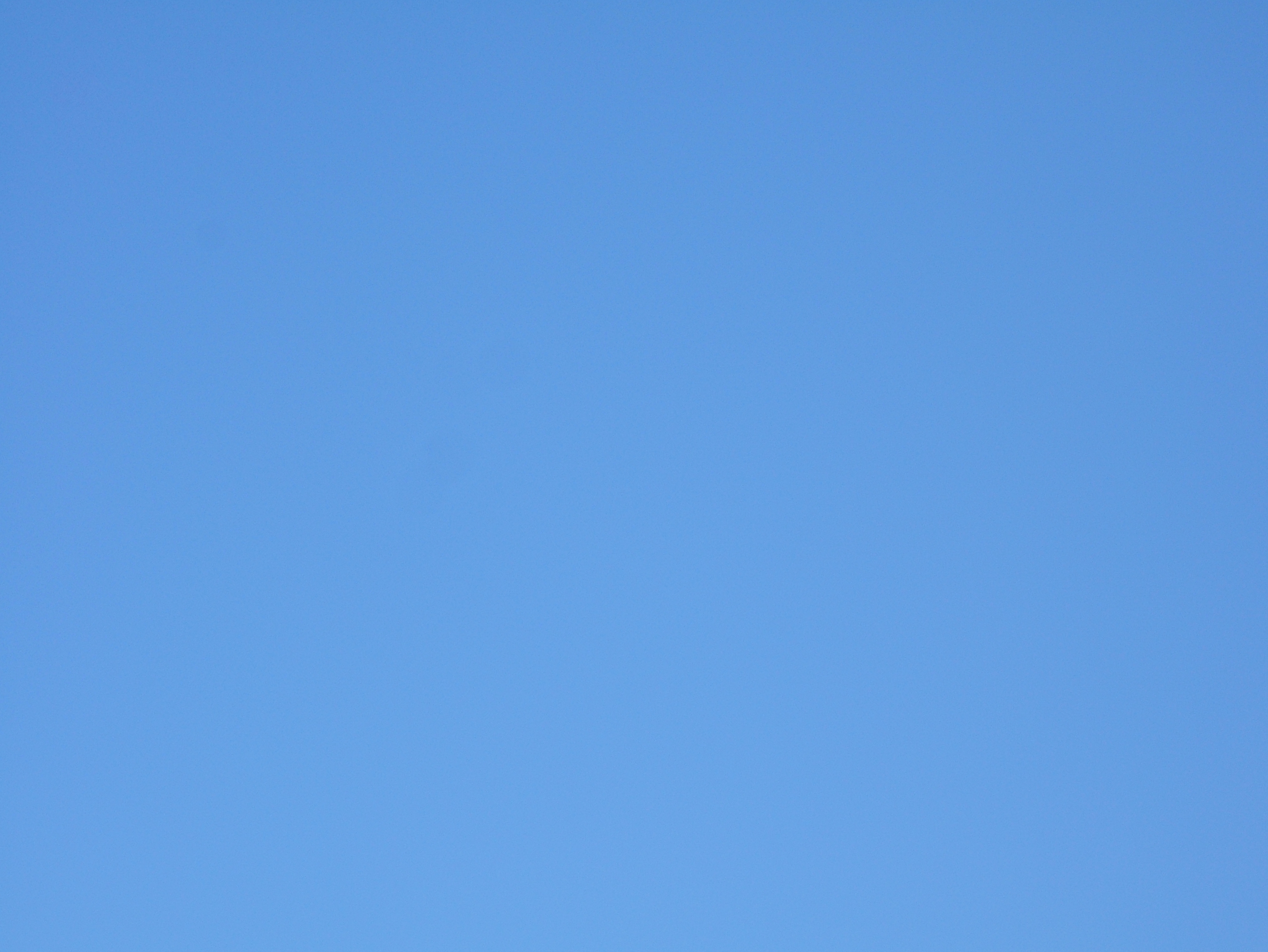
Czyste niebo nad Francją

Kolor nieba i znajdujących się na nim chmur zależy od kilku zjawisk optycznych. Najważniejszymi z nich jest rozpraszanie światła widzialnego przez molekuły powietrza, znajdujące się w powietrzu kropelki wody, kryształki lodu oraz pyły zawieszone w powietrzu.

## Kolor nieba

### Czyste niebo w dzień

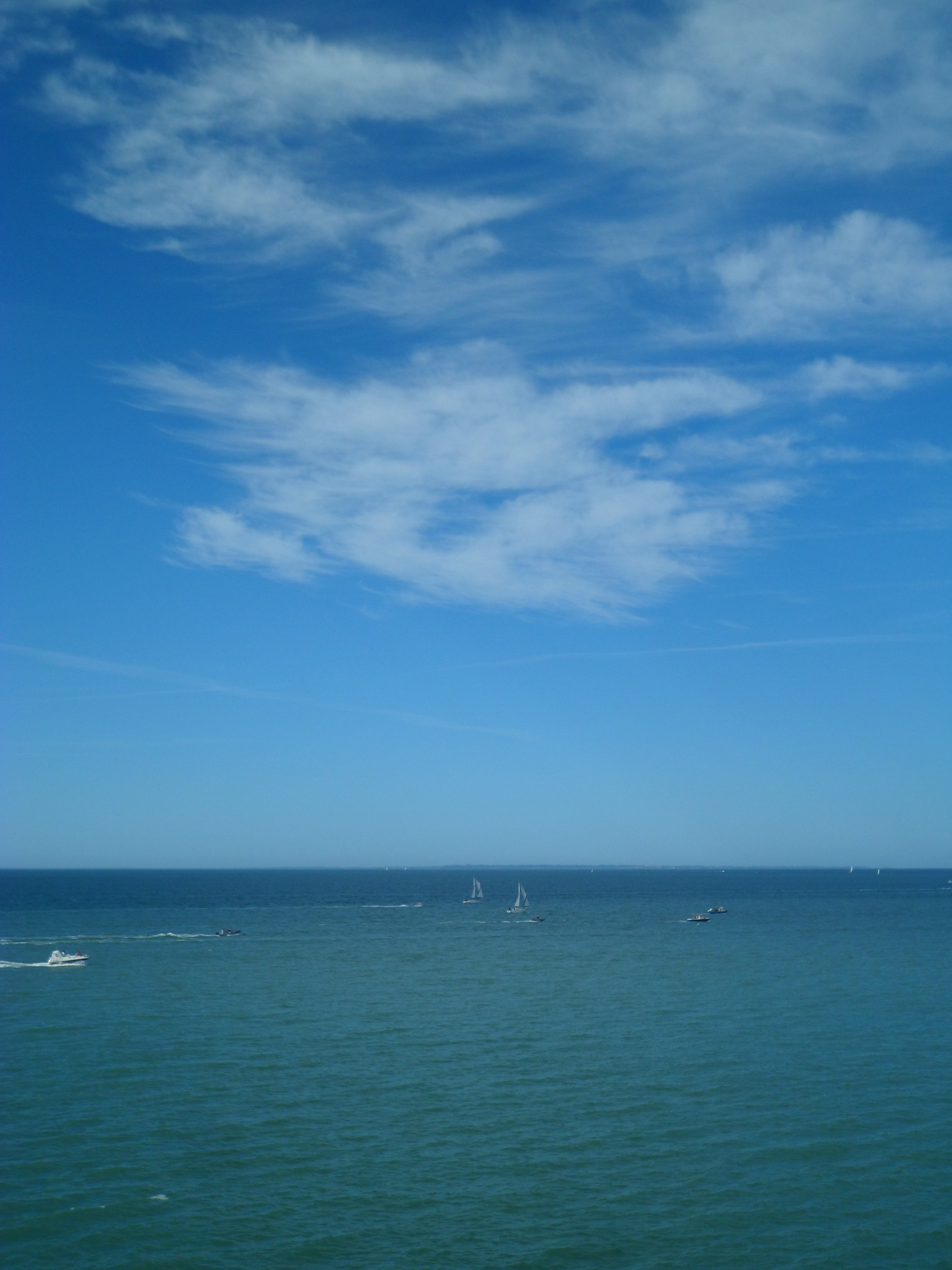
Niebo widziane za dnia, nad wodą

Czyste niebo widoczne jest jako rozproszone przez powietrze promieniowanie słoneczne. Gdyby światło słoneczne nie było rozpraszane przez atmosferę, to niebo byłoby czarne i w dzień widoczne byłyby gwiazdy.
Cząsteczki gazów wchodzących w skład powietrza są znacznie mniejsze od długości fali światła słonecznego. Światło oddziałujące z tymi cząsteczkami ulega rozproszeniu (rozpraszanie Rayleigha) we wszystkich kierunkach.
W takim przypadku wielkość rozproszenia jest odwrotnie proporcjonalna do 4 potęgi długości fali. Oznacza to, że np. dla dwukrotnie mniejszej długości fali, rozpraszanie jest 16-krotnie większe. Dlatego też rozpraszanie jest największe dla fioletu, a najmniejsze dla czerwieni (które dzieli około dwukrotna długość fali). Mimo to kolor nieba nie jest fioletowy – wynika to z małej intensywności fioletu w widmie słonecznym oraz z charakterystyki czułości oka ludzkiego, stąd wypadkowa światła rozproszonego w całym widmie widzialnym daje wrażenie koloru niebieskiego.

### Niebo szare lub zamglone
Białawy lub szary kolor nieba (nie chmur) wynika z innych zjawisk.  W powietrzu takim  znajdują się kropelki wody, kryształki lodu oraz ziarenka pyłów. Krople te czy też kryształy lodu mają średnice około 10 mikrometrów (lub więcej) i są duże w porównaniu z długością światła widzialnego (0,3-0,7 mikrometra) dlatego  rozpraszanie jest  nieselektywne, wszystkie kolory są rozpraszane podobnie w wyniku czego kolor światła rozproszonego jest taki sam jak kolor światła padającego, czyli biały.  Szary czy czarny kolor chmur nie wynika z absorbujących własności kropel (pojedyncze krople są przezroczyste), ale z faktu, że ciemny obszar chmury jest słabo oświetlony.
Aerozole atmosferyczne, takie jak siarczany, aerozol soli morskiej, i mineralne pyły (piaski) są podobne do kropli wody i w większości wypadków są przezroczyste (czyli nie absorbują promieniowania widzialnego). Jednak ich wielkość jest znacznie mniejsza niż kropli chmurowych. Dlatego wytłumaczenie barwy w świetle przechodzącym przez tego typu aerozole opiera się zazwyczaj na rozproszeniu Mie'ego (Gustaw Mie), opisującego poprawnie, w przeciwieństwie do teorii Rayleigha, rozpraszanie światła na obiektach kulistych o rozmiarach porównywalnych lub większych niż długość fali światła widzialnego.
Pyły zawieszone sadzy i inne pyły węglowo-grafitowe absorbują światło i mogą one w świetle przechodzącym powodować ciemny kolor.
Gdyby powietrze było pozbawione aerozoli i pyłów oraz miało jednakową temperaturę, to widoczność przekraczałaby 100 km – w sprzyjających warunkach dochodzi jednak tylko do 50 km.
Podczas występowania mgły przy powierzchni ziemi mówi się o zamgleniu.

### Niebo czerwone

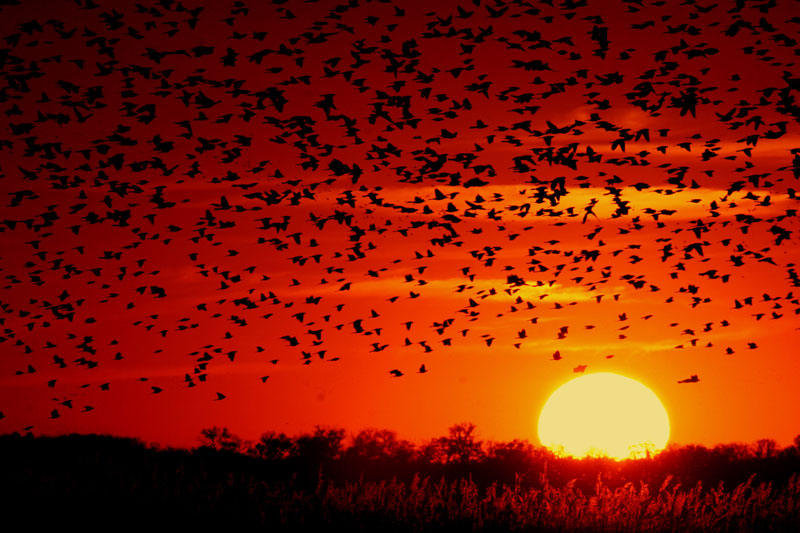
Czerwone niebo podczas zachodu Słońca

Niebo (chmury) w okolicach słońca przybiera kolor czerwieni tuż przed lub po zachodzie, lub wschodzie Słońca, zaś samo słońce jest czerwone tuż przed zachodem.
Ten efekt jest też wywołany przez rozpraszanie promieni słonecznych. Gdy słońce jest nisko nad horyzontem, lub poniżej niego, chmury mogą być oświetlone przez promienie słoneczne, które przeszły przez grubą warstwę powietrza (promienie padają pod małym kątem w stosunku do powierzchni ziemi). W świetle tym fale o mniejszej długości (niebieski, fiolet) są rozproszone i nie trafiają do oka obserwatora patrzącego w kierunku słońca, a pozostają głównie fale o największej długości (czerwone). Światło to jest rozpraszane przez kropelki chmur i nadaje im czerwony kolor (ale efekt rozpraszania przez krople chmurowe nie odgrywa już żadnej roli w określeniu koloru).
Nie ma różnicy w opisie fizycznym czerwonego koloru słońca dla wschodu i zachodu Słońca, ponieważ w jednym i w drugim wypadku promienie Słońca przechodzą przez grubą warstwę atmosfery. Różnica polega na tym, że wieczorem może być więcej aerozoli atmosferycznych (pyłów zawieszonych w powietrzu), które także przyczyniają się do rozpraszania światła.
Im dalej od słońca, a bliżej zenitu, tym niebo jest mniej czerwone, a bardziej niebieskie. Najbardziej głęboki niebieski kolor nieboskłonu występuje w płaszczyźnie przebiegającej prostopadle do kierunku padania promieni słonecznych. Przykładowo – o zachodzie jest to pas od północnego krańca widnokręgu przez zenit do południowego krańca widnokręgu. Z kierunku prostopadłego do promieni słonecznych jest największa intensywność promieniowania rozproszonego (a więc krótkofalowego), a najmniejsza – długofalowego, które jest słabo rozpraszane. Ten efekt występuje przez cały dzień, ale jest najlepiej widoczny właśnie o wschodzie lub zachodzie Słońca, ponieważ grubość rozpraszającej warstwy atmosfery jest największa. Patrząc dalej ku wschodowi niebo ponownie przybiera kolor jaśniejszy, bardziej piaskowy. Wynika to z większego udziału dłuższych fal (pomarańczowe, żółte) w świetle dochodzącym do obserwatora. Jest to efektem jednej z właściwości rozpraszania Rayleigha, jaką jest to, iż światło rozpraszane w przód ma takie samo natężenie, jak światło rozpraszane wstecz.

### Niebo ciemne

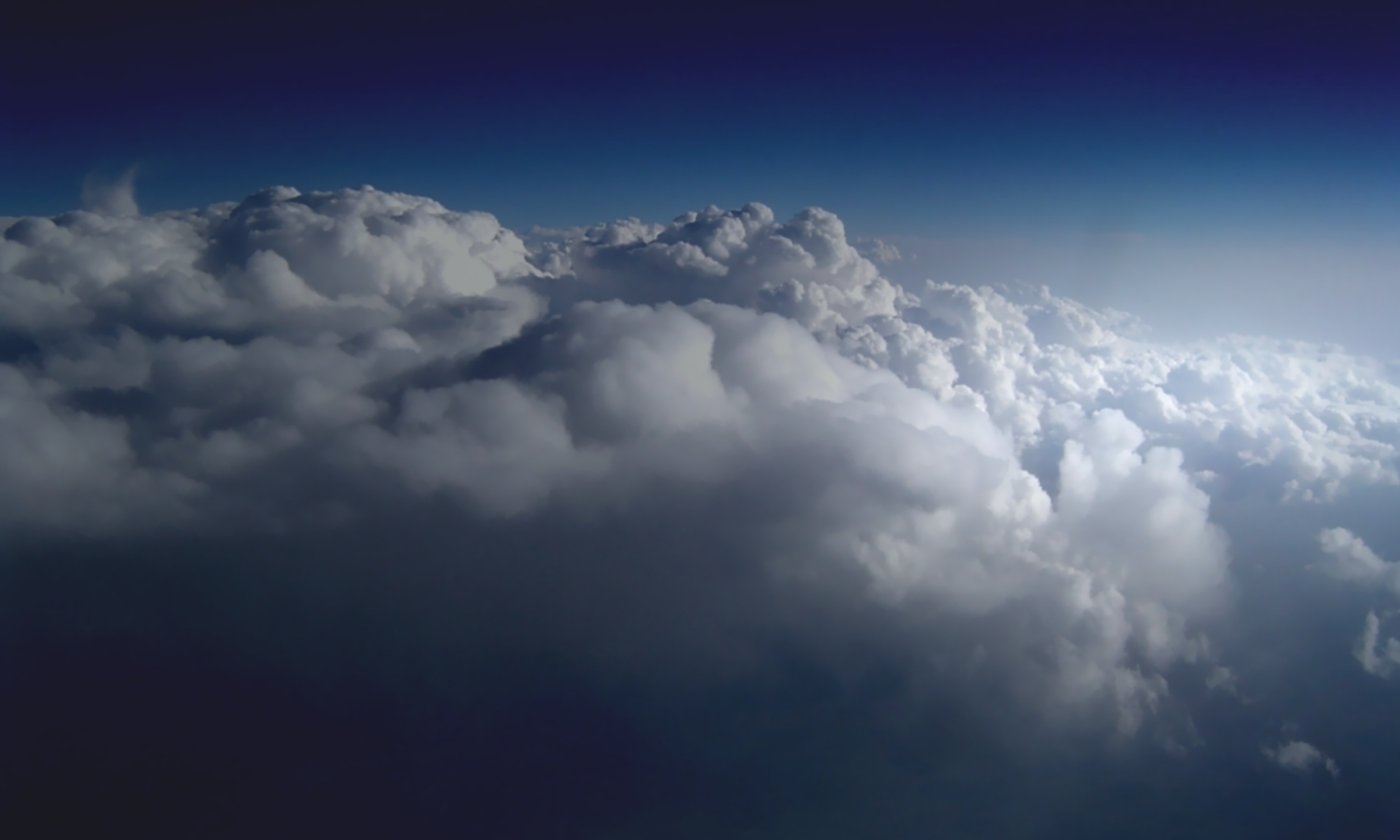
Niebo widziane z samolotu

Na dużych wysokościach błękit nieba słabnie i staje się ono coraz ciemniejsze, gdyż rozproszenie światła w powietrzu powyżej jest niewielkie. Widoczne jest to na wysokości przelotowej samolotów pasażerskich i w wysokich górach.